# Love, Charlie
Love, Charlie es el sexto álbum de estudio del cantante estadounidense Charlie Wilson. Fue publicado el 25 de enero de 2013 por RCA Records. El álbum debutó en el #4 del Billboard 200 y #1 en el Top R&B/Hip-Hop Albums, vendiendo 44.000 copias en su primera semana. Para enero de 2015, el álbum había vendido 211.000 copias en Estados Unidos.

## Listado de canciones
| N.º | Título                       | Duración |  |
| 1.  | «If I Believe»               | 4:03     |  |
| 2.  | «I Still Have You»           | 4:05     |  |
| 3.  | «I Think I'm in Love»        | 3:41     |  |
| 4.  | «My Love is All I Have»      | 3:36     |  |
| 5.  | «Our Anniversary»            | 3:53     |  |
| 6.  | «Turn Off the Lights»        | 3:51     |  |
| 7.  | «A Million Ways to Love You» | 3:52     |  |
| 8.  | «Show You»                   | 3:50     |  |
| 9.  | «My Baby»                    | 3:59     |  |
| 10. | «Oooh Wee»                   | 3:38     |  |
| 11. | «Say»                        | 4:07     |  |
| 12. | «Whisper» (con Keith Sweat)  | 3:47     |  |